# Palkovice
Palkovice település Csehországban, a Frýdek-místeki járásban. Palkovice Frýdek-Místek, Hukvaldy, Metylovice, Baška, Lhotka és Kozlovice településekkel határos. Lakosainak száma 3518 fő (2024. január 1.).

## Népesség
A település lakosságának változását az alábbi diagram mutatja:
| Lakosok száma | 2560 | 2666 | 2749 | 2642 | 2514 | 2600 | 3242 | 3372 | 3453 | 3518 |
|               | 1869 | 1890 | 1921 | 1950 | 1980 | 2001 | 2017 | 2019 | 2022 | 2024 |